# Lord-Howe-Insel
Die Lord-Howe-Insel (englisch: Lord Howe Island) ist eine zu Australien gehörende Insel in der Tasmansee. Mit einigen kleineren Inseln bildet sie die Lord-Howe-Inselgruppe (englisch: Lord Howe Island Group).

## Geographie

### Lage
Die Lord-Howe-Insel liegt 581 km östlich der Stadt Port Macquarie an der Küste des australischen Bundesstaates New South Wales. Sie befindet sich mitten in der Tasmansee (einem Nebenmeer des Pazifik), am Übergang von der Lord-Howe-Schwelle zum Ostaustralischen Becken (auch Tasmanbecken genannt). Die Insel stellt, mit den kleineren umliegenden Eilanden, das einzige Festland im Umkreis von mehreren hundert Kilometern dar (abgesehen von der Ball’s Pyramid, s. u.).

### Topographie
Die Lord-Howe-Insel hat einen sichelförmigen Grundriss und ist etwa 11 km lang und bis zu 2 km breit. Ihre Gesamtfläche beträgt etwa 14,6 km². Die Westküste der Insel stellt eine große halbkreisförmige Bucht mit seichtem Wasser und langen Sandstränden dar, deren größter Teil durch ein Korallenriff abgeschlossen wird und dadurch eine Lagune bildet. Die Ostküste ist weniger stark gegliedert, weist aber auch einige kleinere sandige Buchten auf. Zwei steil aufragende Berge, Mount Lidgbird (777 m) und Mount Gower (875 m), dominieren das Südende der Insel; hier finden sich hohe Steilküsten. Der mittlere und der nördliche Teil der Insel werden von Hügeln mittlerer Höhe, die teilweise ebenfalls Steilküsten bilden, geprägt. Im nördlichen Zentrum befindet sich eine tief gelegene Ebene. Aus dem Meer vor der Küste Lord Howes ragen einige kleine Eilande und Felsen auf.

### Geologie
Die Lord-Howe-Insel ist vulkanischen Ursprungs. Sie ist Überrest eines vor etwa 6,9 Millionen Jahren entstandenen Schildvulkans und Teil einer über 1000 km langen unterseeischen Bergkette, die dort aus dem Meer ragt. Vermutlich durch einen Hot-Spot wurde die Erdkruste immer wieder aufgebrochen, woraus ein reger Vulkanismus resultierte. Der ehemalige Vulkan ist seit Jahrmillionen erloschen und bereits stark erodiert. Die beiden höchsten Berge, Mount Lidgbird und Mount Gower, bestehen aus Basaltgestein, hervorgegangen aus im Krater erstarrter Lava. Das Äußere des Vulkans, der eigentliche Berg, ist längst abgetragen. Als weitere Gesteine vulkanischen Ursprungs kommen Tuffe und Brekzien vor.

### Klima
Die Lord-Howe-Insel liegt in der subtropischen Klimazone. Das Klima ist humid (feucht) und maritim bei einer Durchschnittstemperatur von 16 °C im August und 23 °C im Februar. Wie die Temperaturunterschiede zwischen den Jahreszeiten sind auch jene zwischen Tag und Nacht mit ebenfalls nur etwa 7 °C gering. Dies ist auf die temperaturausgleichende Wirkung des Meeres zurückzuführen. Die Insel kennt dementsprechend auch keinen Frost (einmal wurde allerdings auf dem Gipfel des Mount Gower eine Temperatur von 0 °C gemessen).
Auch beim Niederschlag gibt es deutliche Unterschiede zwischen dem Tiefland und dem Hochland der Insel. In den tieferen Lagen beträgt die durchschnittliche jährliche Niederschlagsmenge knapp 1700 mm, wobei es im (Süd-)Winter am ergiebigsten regnet, während der (Süd-)Sommer trockener ist. Der südliche Teil der Lord-Howe-Insel ist feuchter, da die dortigen Berge dazu führen, dass Wolken dort gestaut werden und sich abregnen. Die durchschnittliche relative Luftfeuchtigkeit liegt bei hohen 75 bis 78 %.

### Umgebung
Im Bereich der Lord-Howe-Schwelle ist das Meer bis zu 2.000 m tief, im westlich der Lord-Howe-Insel gelegenen Ostaustralischen Becken sogar bis zu 4.000 m. Da die Insel Teil eines etwa 65 km langen und 24 km breiten vom Meeresgrund aufragenden Massivs erloschener Vulkane ist, ist die Wassertiefe im Umkreis von einigen Kilometern deutlich geringer und beträgt meist weniger als 50 m. In der durch das Korallenriff vor der Westküste gebildeten Lagune ist das Wasser sogar überwiegend nur etwa ein bis zwei Meter tief. Folglich hat die Lord-Howe-Insel einige kleinere, unbewohnte Nachbarinseln. Die wichtigsten sind Roach Island und die Gruppe der Admiralty Islets vor der Nordostküste sowie das in der Lagune gelegene Blackburn Island. Etwa 25 km südöstlich von Lord Howe liegt die unbewohnte Felseninsel Ball’s Pyramid.

## Natur

### Flora und Fauna

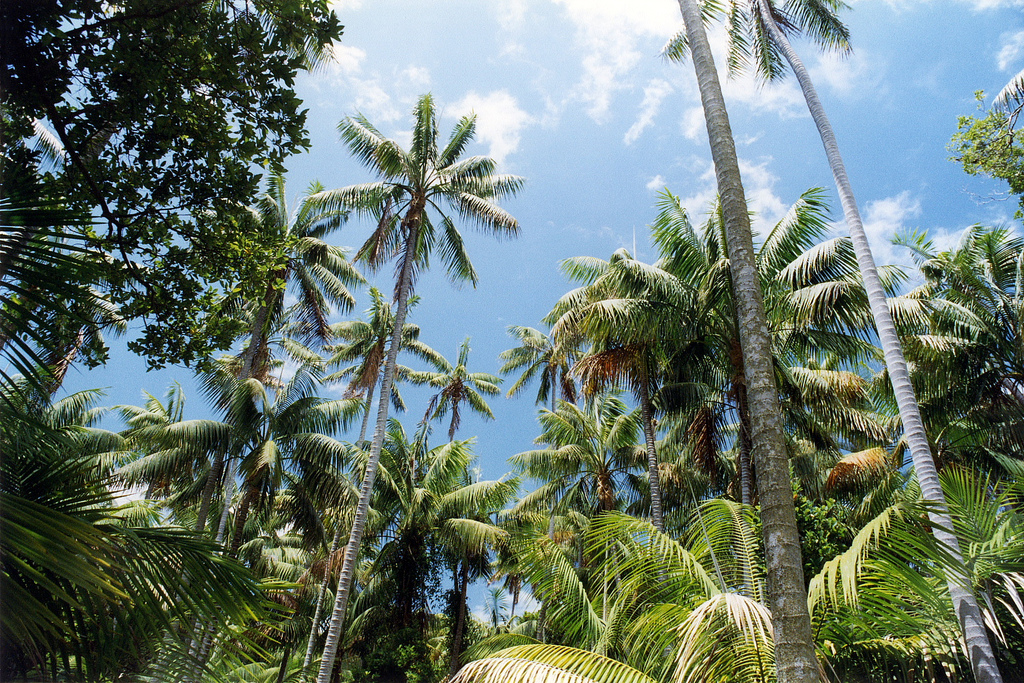
Kentia-Palmen auf Lord Howe

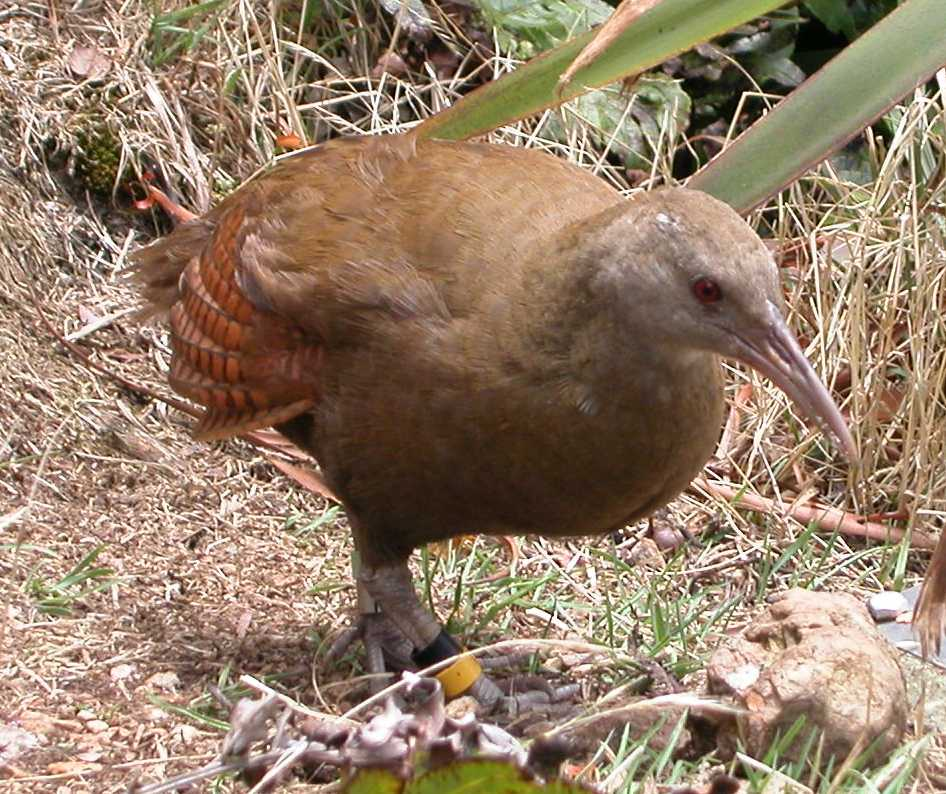
Waldralle auf Lord Howe

Entsprechend ihren vielen verschiedenen Landschaftstypen (unter anderem Tiefland, Hügel und Berge, Täler, Dünen, Strand- und Felsküsten) weist die Lord-Howe-Insel eine große Vielfalt an Vegetationstypen auf. Höhenlage, Sonnen- und Windexposition und der Einfluss von Salzwasser sind Faktoren, die bestimmen, welche Pflanzen an welchen Standorten vorkommen. Insgesamt haben Wissenschaftler auf der Insel 241 einheimische Gefäßpflanzenarten ermittelt, von denen 105 endemisch sind, d. h. nirgendwo anders auf der Welt vorkommen. Besonders groß ist die Artenvielfalt bei den Farnen. Neben den einheimischen kommen etwa 160 eingeführte Pflanzenarten vor, die sich vor allem im Tiefland rund um die Siedlung konzentrieren; manche von ihnen könnten einheimische Pflanzen verdrängen. Die Vegetation der Lord-Howe-Insel ähnelt am ehesten der subtropischer oder gemäßigter Regenwälder und weist die meisten gemeinsamen Arten mit Australien, Neukaledonien und, in geringerem Maße, Neuseeland auf. Neben den Wäldern gibt es unter anderem auch Palmenhaine sowie Busch- und Grasländer. Im Flachland ist die natürliche Vegetation teilweise durch Plantagen ersetzt worden. Die als Zimmerpflanze bekannten Kentia-Palmen (Howea) sind hier beheimatet. Sie werden in Treibhäusern für den Export gezogen, um die Samenkapseln und die jungen Triebe vor den eingeschleppten Ratten zu schützen.
Die Tierwelt der Insel wird von mindestens 129 Vogelarten geprägt. Auch unter ihnen gibt es endemische Arten wie die flugunfähige Waldralle (Gallirallus sylvestris) und das ausgestorbene Lord-Howe-Purpurhuhn (Porphyrio albus). Der ebenfalls endemische Lord-Howe-Ziegensittich (Cyanoramphus subflavescens) ist 1870 ausgestorben. In großer Zahl brüten verschiedene Sturmvogel-Arten auf der Lord-Howe-Insel. Auf der Insel befindet sich auch die südlichste Brutkolonie des in tropischen Gewässern beheimateten Maskentölpels. Zwei Landreptilien, der Skink Leiolopisma lichenigera und der Gecko Phyllodactylus guentheri, sind auf der Hauptinsel und den umliegenden Eilanden heimisch. Nur eine einzige Säugetierart, die Fledermaus Eptesicus sagittula, kommt ursprünglich auf Lord Howe vor. Die einheimische Flora und Fauna wurde durch die Ratten, die nach dem Schiffbruch der Makambo am 15. Juni 1918 auf die Insel gelangten und sich dort rasch vermehrten, schwer geschädigt. Unter den Weichtieren, Insekten und Krustentieren gibt es eine Reihe endemischer Arten, die teilweise noch kaum erforscht sind.
Der Baumhummer (eine Stabschrecke) galt seit den 1930er Jahren als ausgestorben, wurde aber auf der vorgelagerten Felsinsel Ball’s Pyramid 2001 wiederentdeckt. Im Meer lebt McCullochs Anemonenfisch, der schwarz-weiß gemustert ist.
Eine Tierart, die bis zum Aussterben auf Lord-Howe-Island lebte, war die pleistozäne Riesenschildkröte Meiolania platyceps, die eine Länge von 2,5 m erreichte und besonders durch ihre großen hornartigen Knochenauswüchse am Schädel und den streitkolbenartigen Schwanz auffiel. Die jüngsten dort gefundenen Fossilien dieser Art wurden auf ein Alter von 20.000 Jahren datiert.

### Angrenzendes Meer
Die Gewässer rund um die Lord-Howe-Insel zeichnen sich zum einen durch ihre außergewöhnlich große Vielfalt an Meerestieren aus und zum anderen dadurch, dass sie das südlichste echte Korallenriff beherbergen. Die Artenvielfalt wurde möglich, weil das Meer hier sowohl für Organismen aus tropischen als auch aus gemäßigten Gewässern als Lebensraum geeignet ist. Diese Gewässer gelten als eines der wenigen auf der Erde, wo sich kalt- und warmwasserliebende Meerestiere ständig begegnen. Wissenschaftler haben rund um die Lord-Howe-Insel u. a. 477 Fischarten, über 300 Algenarten und mehr als 80 Korallenarten ermittelt.

### Naturschutz
Seit dem 1. Januar 1982 sind etwa 75 % der Fläche der Lord-Howe-Insel sowie die Gesamtfläche der kleineren umliegenden Inseln und von Ball’s Pyramid durch das Parlament von New South Wales als Naturschutzgebiet (Lord Howe Island Permanent Park Preserve) ausgewiesen. Noch im selben Jahr setzte die UNESCO die gesamte Inselgruppe unter der Bezeichnung Lord Howe Island Group (Referenznummer 186) auf die Liste des Welterbes.
Das Meer rund um die Inselgruppe ist weder Teil des Naturschutzgebietes noch des Welterbes. Es wird durch das am 26. Februar 1999 eingerichtete Meeresschutzgebiet Lord Howe Island Marine Park (480 km²) gesondert geschützt.
Um die Umwelt auf der Lord-Howe-Insel zu schützen, dürfen sich dort maximal 400 Besucher gleichzeitig aufhalten.
Um die endemische Flora und Fauna der Insel zu erhalten, werden die eingeführten Neobiota bekämpft. So konnten, nach einem gescheiterten Anlauf 1976, im Jahr 2001 die verwilderten Ziegen wieder ausgerottet werden. Die eingeführten Wildschweine wurden bereits 1981 erfolgreich bekämpft, verwilderte Katzen 1980. Es bestehen auch Pläne, die hier vom Menschen eingebrachte Neuhollandeule zu bekämpfen. Die eingeschleppten Ratten und Mäuse hatten sich zuletzt auf etwa 360.000 Tiere vermehrt. 2019 wurden monatelang Giftköder ausgebracht, um die Plage zu bekämpfen. Ein Jahr nach Abschluss des Einsatzes fanden Spürhunde keinen Hinweis mehr auf überlebende Nager – während sich die Bestände seltener Vögel und Pflanzen langsam erholen, die von den eingeschleppten Arten bedroht worden waren.

## Geschichte
Die vermutlich erste Sichtung der Insel geschah im Februar 1788, als das britische Segelschiff HMS Supply unter Leutnant Henry Lidgbird Ball sie auf dem Weg von Sydney zur Norfolkinsel entdeckte. Ball benannte die unbewohnte und bis dahin unbekannte Insel nach dem englischen Flottenadmiral Richard Howe (1726–1799), damals auch als Lord Howe bekannt. Die ersten permanenten Siedler, drei weiße Männer mit Māori-Ehefrauen, ließen sich erst 1833 auf dem abgelegenen Eiland nieder. Sie versorgten vorbeikommende Segelschiffe mit Trinkwasser und Nahrungsmitteln. Im Laufe der folgenden Jahrzehnte nahm die Inselbevölkerung zu. Um 1878 begann der Anbau von Palmen. Im Jahr 1893 wurde eine Dampfschifflinie eingerichtet, die regelmäßig Sydney, die Lord-Howe-Insel, die Norfolkinsel und die Neuen Hebriden verband.
Hinweise auf eine etwaige frühere Präsenz von Menschen – wie etwa Polynesier – wurden auf der Lord-Howe-Insel nicht gefunden.

## Bevölkerung
Auf der Lord-Howe-Insel leben etwa 380 permanente Einwohner. Sie leben alle in der einzigen Siedlung, in der Ebene im nördlichen Mittelteil der Insel. Die kleineren umliegenden Inseln sind alle unbewohnt.

## Verwaltung

Inoffizielle Flagge der Insel

Die Insel und ihre kleineren umliegenden Eilande sind Teil des australischen Bundesstaates New South Wales. Ein spezielles Landesgesetz, der Lord Howe Island Act, regelt die Verwaltung der Insel, die vor Ort durch das Lord Howe Island Board ausgeübt wird.

## Wirtschaft und Infrastruktur
Der mit Abstand wichtigste Wirtschaftszweig der Insel ist heute der Tourismus. Zudem gibt es auf der Lord-Howe-Insel mehrere kleine Einzelhandelsgeschäfte und Dienstleistungsbetriebe (darunter zwei Banken und eine Postagentur), die den täglichen Bedarf von Einheimischen und Touristen decken. Durch die langen Transportwege ist das Preisniveau generell höher als auf dem Festland.

### Verkehr
Die Lord-Howe-Insel besitzt einen kleinen Flugplatz mit regelmäßigen Verbindungen zu Städten des australischen Festlandes. Außerdem kann mit privaten Booten der Jachthafen der Insel angelaufen werden. Etwa alle zwei Wochen läuft ein Versorgungsschiff aus Australien Lord-Howe-Island an. Auf der Insel selbst ist das Fahrrad ein wichtiges Verkehrsmittel. Es gibt nur relativ wenige Kraftfahrzeuge (die erlaubte Höchstgeschwindigkeit liegt bei 25 km/h); öffentliche Verkehrsmittel sind aufgrund der kurzen Entfernungen nicht nötig.

### Tourismus
In der Lord Howe Island Tourism Association sind die Tourismusbetriebe der Insel organisiert. Sie betreibt die Tourismuswerbung und versorgt Urlaubsgäste und Interessenten mit Informationen. Etwa 20, überwiegend kleine, privat betriebene, Pensionen und Lodges verschiedener Preisklassen, eine Reihe Restaurants und Cafés sowie ein kleines Konferenzzentrum stehen den Besuchern zur Verfügung. Um das bereits gestörte Gleichgewicht der Natur durch menschlichen Eingriff nicht weiter zu belasten, darf die Insel täglich von nur ca. 400 Personen besucht werden. Camping ist auf Lord-Howe-Insel nicht erlaubt.

## Sehenswürdigkeiten
- Das 1978 eröffnete Lord Howe Island Museum wird von der Historischen Gesellschaft der Insel unterhalten. Es zeigt zum einen Ausstellungsstücke aus der Inselgeschichte und historische Fotografien, zum anderen bietet es umfangreiche Informationen zur einzigartigen Natur der Lord-Howe-Insel und ihrer Umgebung.

## Trivia
- Auf der Lord-Howe-Insel wurden die Strandaufnahmen des Filmes The Shallows gedreht.

- Lord Howe verwendet als einziger Ort der Welt die Zeitzone UTC +10,5 und ist damit der australischen Ostküste eine halbe Stunde voraus.

## Einzelbelege
1. 1 2  Lord Howe Island (L). 2016 Census Quickstat. Australian Bureau of Statistics, 27. Juni 2017, abgerufen am 27. Mai 2020 (englisch).
2. ↑  P. J. Higgins (Hrsg.): Handbook of Australian, New Zealand & Antarctic Birds, Band 1, Ratites to Ducks, Oxford University Press, Oxford 1990, ISBN 0-19-553068-3, S. 766.
3. ↑  James Howe: Total wipeout. Geographical, 1. März 2012, abgerufen am 25. März 2021 (englisch).
4. ↑  Lord Howe Island Accommodation. Abgerufen am 27. August 2014 (englisch).
5. ↑  Eintrag Lord Howe Island bei DIISE, 2018. The Database of Island Invasive Species Eradications, developed by Island Conservation, Coastal Conservation Action Laboratory UCSC, IUCN SSC Invasive Species Specialist Group, University of Auckland and Landcare Research New Zealand. Abgerufen am 12. Februar 2019.
6. ↑  Der Spiegel Nr. 3 (16.1.2021), S. 97.